# Ernst Schäfer
Pour les articles homonymes, voir Schäfer.
Ernst Schäfer, né le 14 mars 1910 à Cologne et mort à Bad Bevensen le 21 juillet 1992, est un zoologue allemand, spécialisé en ornithologie. Il a effectué, avec Brooke Dolan II, deux expéditions scientifiques en Chine et au Tibet. Son principal titre de gloire est une expédition scientifique qui séjourna au Tibet en 1938-1939, en allemand Deutsche Tibet-Expedition Ernst Schäfer (l'« expédition allemande au Tibet Ernst Schäfer ») selon le sous-titre choisi par Schäfer lui-même dans son livre de 1943, Geheimnis Tibet.
Ayant rejoint la SS à l'été 1933 selon Peter Levenda, ou en 1934 suivant le conseil du maire de Göttingen selon Isrun Engelhardt, et y atteignant les grades de Untersturmführer (sous-lieutenant) en 1936, Obersturmführer (lieutenant) en 1937, Hauptsturmführer (capitaine) en 1938 et Sturmbannführer (commandant) en 1942. Selon le renseignement militaire américain en Europe, Schäfer œuvra dans le cadre de l'Ahnenerbe, un institut créé par Heinrich Himmler. Selon Isrun Engelhardt, l'expédition ne fut pas subventionnée par l’Ahnenerbe.
Selon sir Basil Gould, le représentant de la Grande-Bretagne au Sikkim en 1938, Ernst Schäfer était « avant toutes choses, un nazi dans l'âme ». De même, le diplomate britannique Hugh Richardson, qui se trouvait à Lhassa en 1939, se souvient de Schäfer comme d'« un nazi jusqu'au bout des ongles ».
Isrun Englehardt remet les déclarations des représentants britanniques dans le contexte précédant la Seconde Guerre mondiale. Elle mentionne aussi une rencontre entre Ernst Schäfer et le vice-roi des Indes, au cours de laquelle ce dernier lui remit un message à l'attention d'Adolf Hitler, ce qu'il ne pourra faire, en raison de l'opposition furieuse de Himmler. 
Selon Alex McKay, Ernst Schäfer était un scientifique sérieux et apparemment un nazi réticent. En 1932, il a été élu membre de l'Académie nationale des sciences américaine, une distinction qu'il a gardée à vie.

## Études et première expédition en Chine et au Tibet (1931-1932)
Né le 14 mars 1910 à Cologne, Ernst Schäfer était le fils d'un grand industriel allemand, directeur de la compagnie de pneus Phoenix. Quand ses parents s'installèrent à Hambourg, où son père était devenu président de la chambre de commerce et d'industrie, le jeune garçon se mit à négliger l'école au profit d'excursions dans les environs, si bien qu'on décida de l'envoyer en pension à Heidelberg. C'est là, à l'âge de 12 ans, qu'il découvrit la chasse, le directeur du pensionnat l'emmenant avec lui dans ses expéditions cynégétiques. Après l'obtention de son Abitur (diplôme de fin d'études secondaires) à Mannheim en 1929, Schäfer entreprit des études universitaires de zoologie, géologie, botanique et géographie à l’université de Göttingen, en Basse-Saxe.
En 1930, le naturaliste américain Brooke Dolan II vint en Allemagne recruter des scientifiques pour une expédition zoologique. Ernst Schäfer interrompit ses études pour rejoindre, en 1931, la première expédition de Brooke Dolan en Chine occidentale et au Tibet,. Financée par l'Académie d'histoire naturelle de Philadelphie en Pennsylvanie et conduite par Brooke Dolan II, chasseur de gros gibier à ses heures, cette expédition gagna le Tibet oriental, au milieu des escarmouches entre le gouvernement nationaliste chinois, les seigneurs de la guerre et l'armée tibétaine.
Ernst Schäfer revint en Allemagne en 1932 pour reprendre ses études. Il savait qu'il se retrouverait dans une impasse s'il ne finissait pas son Doktorarbeit.
En reconnaissance de ses nombreuses contributions scientifiques, il fut élu membre à vie de la National Academy of Sciences de Philadelphie en 1932,. À peine âgé de 23 ans, il publia un premier livre, Berge, Buddhas und Bären. Forschung und Jagd in geheimnisvollem Tibet, où il racontait sa participation à cette première expédition. L'ouvrage lui valut un début de notoriété.
Selon Christopher Hale, Schäfer serait revenu de cette première expédition non sans éprouver de la méfiance vis-à-vis du « lamaïsme », affirmant que les Tibétains, « un peuple puissant, sain », « étaient sous le joug de leur religion, laquelle les privait de toute possibilité de développement ».

## Adhésion au nazisme
Au printemps 1933, lorsque Hitler eut consolidé son pouvoir, Schäfer devint membre du parti nazi, sous le numéro 4690995, à l'instar de ces opportunistes que l'époque qualifiait de « violettes de mars » . Dans la foulée, à l'été 1933, il s'engagea dans la SS .
Selon Isrun Engelhardt, c'est en 1934 qu'il s'engagea dans la SS suivant le conseil du maire de Göttingen, un ami de son père.

## Seconde expédition en Chine et au Tibet (1934-1936)
Entre 1934 et 1936 il participa à la seconde expédition scientifique de Brooke Dolan II en Chine et au Tibet oriental. Cette expédition parvint en Chine occidentale et au Tibet oriental. Un missionnaire américain du nom de Marion H. Duncan était également du voyage. Schäfer rencontra, en juillet 1934, le 9e panchen-lama, Thubten Chökyi Nyima, alors en exil à Hangzhou, en Chine.

## Retour d'expédition via les États-Unis et doctorat
Selon Isrun Engelhardt, Ernst Schäfer rentra aux États-Unis avec Dolan en janvier 1936. C'est à Philadelphie qu'il reçut un télégramme de félicitations émanant du gouvernement allemand et lui indiquant que son retour en Allemagne était souhaité. Peu de temps après, une nouvelle missive l'informa qu'en reconnaissance du succès de son expédition, il avait été nommé sous-lieutenant SS.
De retour au pays, Schäfer publia en 1937 le récit de ses expériences tibétaines dans un livre intitulé Unbekanntes Tibet (litt. « Tibet inconnu »), dans lequel il appelait à l'envoi d'une expédition scientifique allemande au Tibet,.
En outre, il poursuivit ses études à Berlin où il obtint le titre de docteur en zoologie en 1937.

## Rencontre avec Heinrich Himmler
Entretemps sa notoriété avait attiré l'attention de Heinrich Himmler, lequel l'avait nommé in absentia Untersturmführer (sous-lieutenant) dans la SS et sommé de lui faire son rapport dès son retour du Toit du monde. Ce qui fut fait en juin 1936 : très intéressé par le travail de Schäfer, Himmler lui déclara, lors de leur rencontre, qu'il souhaitait faciliter ses projets à venir et qu'il parrainerait sa prochaine expédition. Il fut convenu que l'expédition aurait lieu, qu'elle serait parrainée par l'Ahnenerbe Forschungs and Lehrgemeinschaft (la « société du patrimoine ancestral »), institut de recherches anthropologiques et archéologiques créé  par Himmler, que les membres de l'expédition seraient de la SS et que Schäfer se chargerait de la préparer et de choisir une équipe de savants, avec l'accord de Himmler.
En août 1936, Schäfer se rendit en Angleterre pour travailler au Musée britannique. Il y aurait étudié les collections d'oiseaux tibétains et himalayens aux fins de comparaison avec sa propre collection. À son retour en Allemagne en septembre, il fut invité par Himmler à rejoindre l'Ahnenerbe, honneur que Schäfer affirme avoir décliné à ce moment-là.
Toujours en 1936, il devait être invité d'honneur à la Reichsparteitag (ou Congrès de Nuremberg), où il rencontra tous les hauts responsables nazis.
Entre novembre 1936 et juin 1937, il écrivit un livre, Dach der Erde (« Le toit du monde ») et aida l'explorateur britannique Frank Wallace à organiser la partie asiatique du « Salon international des trophées » à Berlin. Il eut l'honneur de faire visiter l'exposition à Goering et Himmler en novembre 1937. La même année, il obtint le grade de obersturmführer (lieutenant) .

## Mariage et décès de son épouse
À l'âge de 26 ans, il épousa Hertha Volz, une grande beauté blonde, après que celle-ci eut obtenu un certificat d'aryanité en bonne et due forme à l'instar de toute future conjointe de membre de la SS. Elle devait périr à la suite d'un accident lors d'une partie de chasse au gibier d'eau avec des officiers SS et leurs épouses, le 8 novembre 1937. Schäfer, l'auteur involontaire du coup de feu selon les attestations de toutes les personnes présentes, devait par la suite être tenaillé par un sentiment tenace de culpabilité,.

## L'expédition allemande au Tibet (1938-1939)

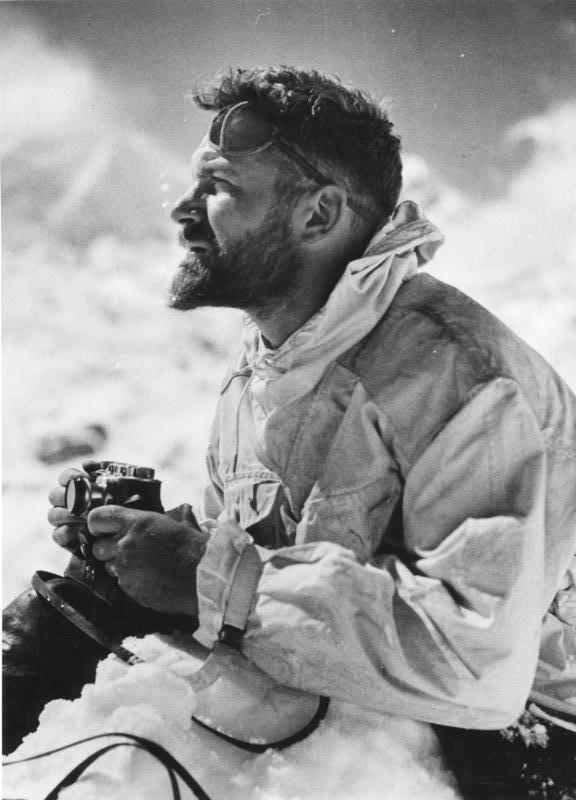
Le Dr Schäfer, sur le glacier de Zemu, au Sikkim

### Origines
Le Reichsfuehrer-SS Himmler tenta de profiter de la réputation d'Ernst Schäfer pour la propagande nazie et s’enquit de ses projets d'avenir. Ce dernier lui répondit qu’il voulait mener une autre expédition au Tibet. Il aurait souhaité placer son expédition sous le patronage du département culturel des affaires étrangères ou de la Deutsche Forschungsgemeinschaft (« Communauté scientifique allemande ») comme l’indiquent ses démarches. Himmler était fasciné par le mysticisme asiatique et souhaitait qu'une telle expédition s'effectue sous les auspices de l’Ahnenerbe et que Schäfer développe une recherche fondée sur la théorie pseudo-scientifique de Hans Hörbiger, « la cosmogonie glaciaire », promue par l'Ahnenerbe. Schäfer avait des objectifs scientifiques, il refusa donc d’incorporer à son équipe Edmund Kiss, un adepte de cette théorie, et formula 12 exigences pour obtenir la liberté scientifique. En conséquence, Wolfram Sievers, de l'Ahnenerbe, critiqua les objectifs de l'expédition, si bien que celle-ci ne fut pas subventionnée. Himmler accepta que l'expédition s’organise à la condition que tous ses membres deviennent des SS. Schäfer dut accepter des compromis.

### Préparation
Dans le cadre du projet d'une expédition dénommée « expédition SS au Tibet » – c'est l'intitulé employé par Schäfer et les journaux allemands de l'époque ,,, ou encore « expédition allemande au Tibet Ernst Schäfer » – c'est le sous-titre choisi par Schäfer dans son livre de 1943, Geheimnis Tibet, Schäfer publia des articles dans la revue SS Das Schwarze Korps (« Le Corps noir ») et autres périodiques nazis afin d'en faire connaître les buts et le rôle dans les visées de conquête mondiale du National Socialisme.
Placée sous l'égide de l'Ahnenerbe, l'expédition fut financée par des contributeurs publics et privés, le retour en avion étant pris en charge par la SS.
Les préparatifs de l'expédition s'échelonnèrent de janvier à avril 1938.
Elle était composée de cinq membres (outre Schäfer, déjà promu lieutenant), quatre sous-lieutenants SS : Edmund Geer, le chef d'expédition et technicien ; Ernst Krause, un entomologiste, photographe et preneur de vues cinématographique de l'expédition; Karl Wienert, un géophysicien; Bruno Beger, un anthropologue et ethnologue,.

### Déroulement

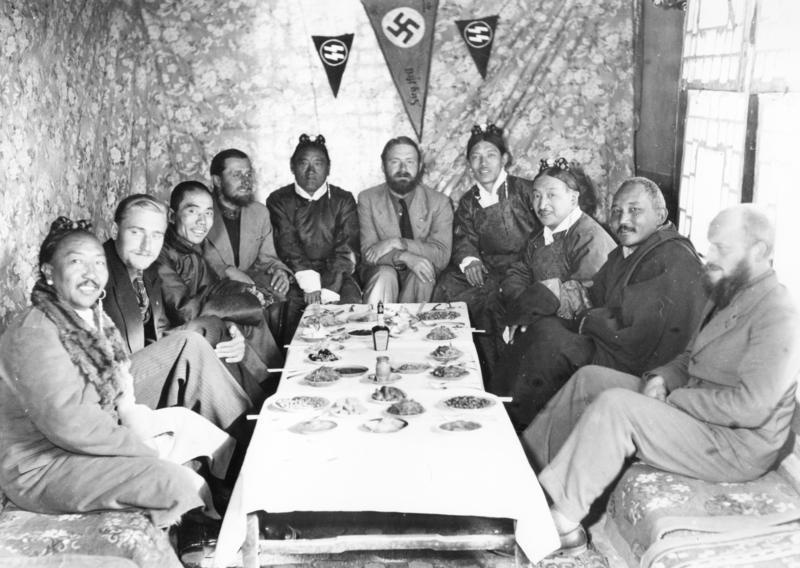
Sous le sigle SS et la swastika, les membres de l'expédition recevant les dignitaires tibétains et chinois, à Lhassa; à gauche : : Ringang, Beger, Tschang (ambassadeur de la Chine au Tibet), Geer ; au centre: Tsarong Dzasa, Schäfer; à droite : Jigmé Taring, Yabshi Langdün, Wienert, Möndro (Möndo)

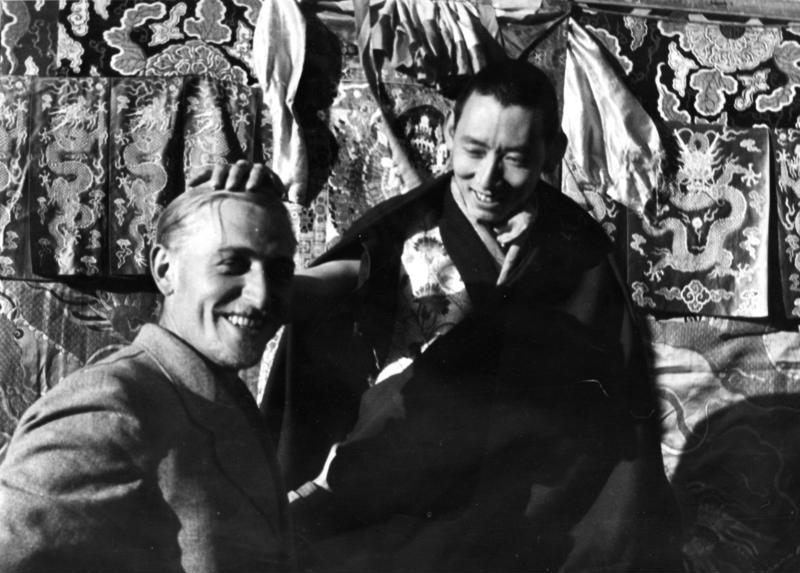
L'anthropologue Bruno Beger en compagnie du Régent du Tibet, Reting Rinpoché, à Lhassa, capitale du Tibet

Schäfer, qui avait opté de gagner le « pays interdit » depuis l'Inde britannique et le Sikkim, se rendit à Londres pour obtenir des lettres de recommandation de la part de diverses personnalités germanophiles.
Partie le 19 avril 1938, l'expédition arriva à Calcutta le 13 mai. Schäfer obtint le soutien du ministre des affaires étrangères et du vice-roi , et la permission d'adresser au gouvernement de Lhassa une demande pour entrer au Tibet.
Après avoir fait halte dans l'État semi-indépendant du Sikkim, Schäfer résolut de franchir, en octobre 1938, malgré l'absence de réponse, la frontière entre le Nord Sikkim et le Tibet. Les autorités tibétaines accordèrent finalement à l'expédition la permission de se rendre à Lhassa et d'assister aux fêtes du Nouvel An.
L'expédition arriva à Lhassa le 19 janvier 1939 et y resta deux mois, pendant lesquels ses membres établirent de bons rapports avec les responsables tibétains. Schäfer rencontra le régent Reting Rinpoché.

### Buts officiels

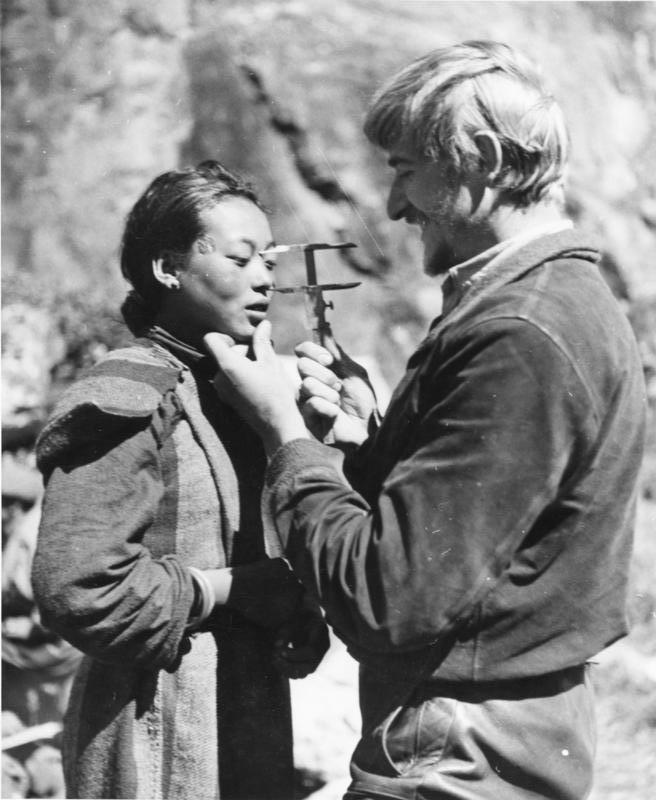
Beger en train de prendre des mensurations faciales

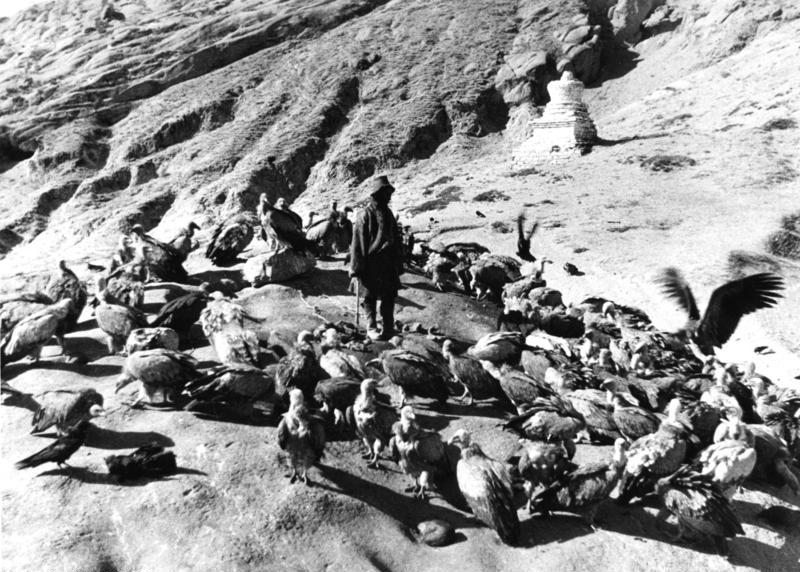
Funérailles célestes à Lhassa

Selon Claudio Mutti, les buts officiels de l'expédition étaient d'étudier les régions tibétaines sur les plans géographique, géologique, zoologique, anthropologique, botanique et culturel et de contacter les autorités locales en vue d'établir une représentation dans le pays.
Selon Kathy Brewis, les membres de l'expédition recueillirent une énorme quantité de plantes et d'animaux. Wienert prit des mesures géomagnétiques. Krause étudia les guêpes tibétaines. Schäfer observa les rituels tibétains, dont les funérailles célestes. Ils photographièrent et filmèrent des manifestations folkloriques.

### Témoignages sur la personnalité de Schäfer
La personnalité de Schäfer à l'époque nous est connue par ce qu'en dit le représentant de la Grande-Bretagne au Sikkim en 1938, sir Basil Gould, lequel eut l'occasion d'observer l'expédition lors de sa formation à Gangkok : un personnage « intéressant, énergique, versatile, érudit, vaniteux à un degré frisant la puérilité, insensible aux règles sociales et aux sentiments d'autrui, et avant toutes choses, un nazi dans l'âme » . Il était également « sujet à de violents emportements », affirme l'écrivain britannique Patrick French.

## Retour en Allemagne
Munis de deux lettres de courtoisie du Régent destinées à Hitler et à Himmler ainsi que de cadeaux pour le Führer (un habit de lama et un chien de chasse), Schäfer et ses compagnons quittèrent le Tibet en août 1939, emportant également un exemplaire de la « bible » tibétaine, le Kangyour (120 volumes en tout), des objets précieux et des animaux rares. Un hydravion les emmena de Calcutta à Bagdad puis à Berlin, où ils furent accueillis sur la piste de l'aéroport de Tempelhof par Himmler en personne.
Lors de son interrogatoire par le Renseignement militaire américain en 1946, Schäfer déclara qu'à son retour du Tibet en août 1939, il avait rencontré Himmler pour lui exposer son projet d'une nouvelle expédition en cas de guerre : avec quelques hommes, il se rendrait au Tibet en avion, gagnerait les Tibétains à la cause allemande et mettrait sur pied un mouvement de résistance en s'inspirant de l'action de l'Anglais Lawrence pendant la Première guerre mondiale. Ce projet toutefois n'eut pas de suite.
En 1942, il fut promu au grade de Sturmbannführer (major) dans la SS.
Selon Kathy Brewis, en 1943, on lui confia, dans le cadre de l'Ahnenerbe, la direction d'un tout nouvel institut des études asiatiques qu'il baptisa  Sven Hedin Institut für Inner Asien und Expeditionem (« Institut Sven Hedin pour la recherche en Asie centrale »), du nom de l'explorateur suédois Sven Hedin,.
C'est lui qui fut à l'origine, avec le botaniste SS Heinz Brücher, de la mission visant à s'approprier des semences du botaniste soviétique Nikolaï Vavilov et effectuée par Brücher à la mi-1943, les deux demandant l'autorisation pour ce faire, le 1er juin 1943, à l'Obergruppenführer Oswald Pohl.
L'année 1943 vit aussi la sortie du film Geheimnis Tibet (de) (« Tibet secret »), réalisé à partir des pellicules rapportées du Tibet. Il fut projeté à l'occasion de l'inauguration officielle de l'Institut Sven Hedin le 16 janvier 1943, en présence de l'explorateur suédois lui-même. Ce dernier, sous le coup de l'enthousiasme, s'écria : « Grandiose, merveilleux, ce que nous avons vu ici ! », et se tournant vers Schäfer : « Vous êtes l'homme qui devait continuer mes recherches et qui doit les continuer ». Et de fait, sous la conduite de Schäfer, l'Institut devait devenir le plus grand département de l'Ahnenerbe .
Selon Kathy Brewis, il aurait aussi fait des photographies d'expériences médicales menées au camp de travail de Dachau. Selon Peter Levenda, il aurait en outre reçu une collection de « crânes asiatiques » prélevés sur des prisonniers par l'anthropologue Bruno Beger.
Schäfer passa les dernières années de la guerre à la tête non seulement de l'Institut Sven Hedin mais aussi d'un institut d'étude et de recherche sur la génétique des plantes et d'une fondation d'étude et de recherche sur l'élevage chevalin, tous deux liés à l'Ahnenerbe également. Selon Kathy Brewis, il enfourcha le tout dernier dada de Himmler : les origines d'un mythique cheval roux à la crinière blanche.

## Dénazification
À l'été 1945, il tomba aux mains des Alliés à Munich. Étant officier d'une organisation criminelle, la SS, il eut droit à la dénazification et fut interné trois ans durant avant d'obtenir un certificat d'exonération (persilschein). Selon Kathy Brewis, il minimisa ses liens avec le régime nazi et prétendit que ni la politique ni l'idéologie n'étaient entrées en ligne de compte dans ses recherches scientifiques. Il affirma qu'il était devenu SS, uniquement mû par le désir d'obtenir les moyens d'effectuer ses recherches. Selon Kathy Brewis, il s'était retrouvé « pris dans une toile d'araignée ». Il s'en tira avec une amende.

## Carrière après guerre
Selon Kathy Brewis, en 1949, Schäfer partit pour le Venezuela dans le but d'y créer un parc animalier. Un ouvrage publié en 1956 le donne comme « professeur à l'Université centrale, ancien chef de la Station biologique de Rancho Rio Grande, Venezuela ». Cette carrière universitaire se termina en 1959.
Il devint également conseiller scientifique de l'ancien roi des Belges Léopold III. Il entreprit un voyage de recherches au Congo belge et réalisa, en collaboration avec le professeur Heinz Sielmann, un film sur les gorilles, Herrscher des Urwalds (« Les seigneurs de la jungle »), qui sortit en 1958.
De 1960 à 1970, il fut conservateur de la section d'histoire naturelle du musée d'État de Basse-Saxe à Hanovre.
Selon Kathy Brewis, dans les années 1970, il échafauda le projet d'une réserve dans le nord de l'Inde mais celui-ci capota, faute de visa pour son auteur. Toujours selon l'auteure, la toute dernière photo de lui, prise avant sa mort en 1992, montre un homme méfiant et blessé.
Schäfer aura laissé son nom à une espèce de caprins habitant les hautes gorges du Yangtze en Chine, le petit bharal ou, de son nom scientifique, Pseudois schaeferi.
Des documents concernant Schäfer se trouvent dans le fonds Ahnenerbe conservé aux Archives nationales des États-Unis : il s'agit non seulement de sa correspondance personnelle et officielle, de ses carnets du Tibet, de son dossier individuel à la SS, mais aussi de coupures de journaux allemands relatant la SS-Tibet Expedition.

## Œuvre scientifique
Schäfer a laissé des articles de revues scientifiques, plusieurs livres et a collaboré à la réalisation du film Geheimnis Tibet (litt. Tibet secret), fait à partir de scènes filmées lors de la 3e expédition (le site YouTube présente, sous le titre The Nazi Expeditions to Tibet, des scènes tournées par l'expédition).
Articles :
- (de) Habits of the Pheasants of the Chinese-Tibet Frontier (titre originel en allemand non disponible), in Journal für Ornithologie, LXXXII, Heft 4, October 1934.
- (en) Four New Birds from Tibet, in Proceedings of the Academy of Natural Sciences, Philadelphia, 1937.
- (de) Forschungsraum Innerasien, in Asienberichte. Viertejahresschrift für asiatische Geschishte und Kultur, Nà 21, avril 1944, p. 3-6.

Livres :
- (de) Berge, Buddhas und Bären (litt. Montagnes, bouddhas et ours). Forschung und Jagd in geheimnisvollem Tibet, Berlin, Paul Parey, 1933, 354 p., 32 p. illus., 2 cartes.
- (de) Unbekanntes Tibet (litt. Tibet inconnu): Durch die Wildnisse Osttibets zum Dach der Erde. Tibetexpedition 1934/36, Berlin, Paul Parey, 1937, viii, 295 p., [48] p. of plates.
- (de) Dach der Erde (litt. Le toit du monde): Durch das Wunderland Hochtibet. Tibetexpedition 1934/36, Berlin, Paul Parey, 1938, xii, 292 p.
- (de) Geheimis Tibet : Erster Bericht der Deutschen Tibet-Expedition Ernst Schäfer, 1938/39; Schirmherr Reichsführer SS H. Himmler, München, F. Bruckmann, 1943, 183 p.
- (de) Fest der weissen Schleier: Eine Forscherfahrt durch Tibet nach Lhasa, der heiligen Stadt des Gottkönigtums, Braunschweig, Vieweg, 1949, 199 p.
- (de) Über den Himalaja ins Land der Götter : Auf Forscherfahrt von Indien nach Tibet, Hamburg - Berlin, Dt. Hausbücherei, 1951, 214 p.
- (fr) Éblouissant Venezuela, Bruxelles, J. Malvaux, 1956, 190 p. (adaptation française de Samivel) ; édition en anglais : Ebullient Venezuela, Brussels, 1956, 195 p. (traduction de Eric Peters (texte général) et Anne M. MacGregor (notes scientifiques)).
- (fr) Les Conotos : Étude comparative de Psarocolius angustifrons et Psarocolius decumanus, Zoologische Forschungsinst, Museum Alexander Koenig, 1957, 147 p.
- (de) Unter Räubern in Tibet : Abenteuer in einer vergessenen Welt zwischen Himmel und Erde, Durach, Windpferd, 1989, 215 p. (ISBN 3-89385-052-X)
- (de) Die Vogelwelt Venezuelas und ihre ökologischen Bedingungen, Berglen, Wirtemberg-Verl. Lang-Jeutter und Jeutter, 1996,1999,2004,2009 4.Bd.

Films :
- (de) Geheimnis Tibet (de), 1943 (acteur, réalisateur, auteur) (autre titre : Lhasa-Lo - Die verbotene Stadt)[78]
- (de) En collaboration avec Heinz Sielmann, Herrscher des Urwalds, 1959 (version française : Les seigneurs de la forêt, 1958).

Émission de télé (en tant qu'acteur) :
- (de) Unterwegs zur Familie Mann: Das Monstrum, #1.2, 2001.

### Sources
: document utilisé comme source pour la rédaction de cet article.
- Detlev Rose, « L'expédition allemande au Tibet de 1938-39 : Voyage scientifique ou quête de traces à motivation idéologique ? », Deutschland in Geschichte und Gegenwart, Bruxelles-Munich-Tübingen, Synergies européennes, no 3,‎ novembre 2006.
- (fr) Blondeau, Buffetrille, Robin H. Stoddard, Réponse sur les liens entre le dalaï-lama et les nazis, Libération 6 mai 2008
- (en) Isrun Engelhardt, The Ernst-Schaefer-Tibet-Expedition (1938-1939): new light on the political history of Tibet in the first half of the 20th century, in McKay Alex (ed.), Tibet and Her Neighbours : A History, Édition Hansjörg Mayer, London, 2003  (ISBN 3883757187)
- (fr) Claudio Mutti, Les SS au Tibet, article publié sur le site Claudiomutti.com, 10 octobre 2005.
- (en) The Activities of Dr Ernst Schaefer, United States Forces - European Theater, Military Intelligence Service Center, APO 757 Final Interrogation Report (OI-FIR) (no), 12 février 1946.
- (en) John J. Reilly, Compte rendu du livre de Christopher Hale, Himmler's Crusade. The Nazi Expedition to Find the Origins of the Origins of the Aryan Race, John Wiley & Sons, Hoboken (NJ), 2003.
- (en) Alexander Berzin, The Nazi Connection with Shambhala and Tibet, The Berzin Archives, The Buddhist Archives of Dr Alexander Berzin, May 2003.
- (en) Kathy Brewis, « Quest of the Nazis », The Sunday Times,‎ 20 juillet 2003 (lire en ligne). sur l'expédition SS au Tibet et sur la carrière de Schäfer, d'après le livre de Christopher Hale, Himmler's Crusade.
- (en) Patrick French, « The master race in the mountains », The Telegraph,‎ 26 août 2003 (lire en ligne). compte rendu de Himmler's Crusade de Christopher Hale
- (en) Julie G. Marshall, Britain and Tibet, 1765-1947: a select annotated bibliography of British relations with Tibet, revised and updated to 2003, Routledge, 2005, 607 p.
- (en) Peter Levenda (préf. Norman Mailer), Unholy alliance : a history of nazi involvement with the occult, New York, Continuum, 2002, 2e éd., 423 p. (ISBN 978-0-8264-1409-0, lire en ligne), p. 191-197.
- (en) Christopher Hale, Himmler's Crusade : The Nazi Expedition to Find the Origins of the Aryan Race, Hoboken, N.J, John Wiley & Sons, 2003, 422 p. (ISBN 0-471-26292-7, OCLC 811606122).
- (en) Isrun Engelhardt (sous la direction de), Bianca Herleman, Clare Harris, Claudius Müller, Tibet in 1938-1939. Photographs from the Ernst Schäfer Expedition to Tibet, Serindia, Chicago, 2007.
- (de) Michael H. Kater, Das "Ahnenerbe" der SS 1935-1945; ein Beitrag zur Kulturpolitik des Dritten Reiches, Stuttgart, Deutsche Verlags-Anstalt, 1974 (paperback édition 2001, Oldenbourg Verlag, 2001  (ISBN 3-486-56529-X))